# ميخائيل هورس
ميخائيل هورس (بالإنجليزية: Michael Horse)‏ هو رسام وممثل أمريكي، ولد في 21 ديسمبر 1951 في توسان في الولايات المتحدة.

## أعمال

### أفلام
- (2002)  حصان من سيمارون[4]

### مسلسلات
- الملفات الغامضة
- جاغ
- جوال تكساس ووكر

## وصلات خارجية
- الموقع الرسمي
- ميخائيل هورس على موقع IMDb (الإنجليزية)
- ميخائيل هورس على موقع ألو سيني (الفرنسية)
- ميخائيل هورس على موقع ميوزك برينز (الإنجليزية)
- ميخائيل هورس على موقع أول موفي (الإنجليزية)
- ميخائيل هورس على موقع قاعدة بيانات الأفلام السويدية (السويدية)
- ميخائيل هورس على موقع ديسكوغز (الإنجليزية)
- ميخائيل هورس على موقع قاعدة بيانات الفيلم (الإنجليزية)
- ميخائيل هورس على موقع كينوبويسك (الروسية)